# Kidron (Ohio)
Kidron es un lugar designado por el censo ubicado en el condado de Wayne en el estado estadounidense de Ohio. En el Censo de 2010 tenía una población de 944 habitantes y una densidad poblacional de 124,48 personas por km².

## Geografía
Kidron se encuentra ubicado en las coordenadas 40°44′54″N 81°45′3″O / 40.74833, -81.75083. Según la Oficina del Censo de los Estados Unidos, Kidron tiene una superficie total de 7.58 km², de la cual 7.58 km² corresponden a tierra firme y (0.03%) 0 km² es agua.

## Demografía
Según el censo de 2010, había 944 personas residiendo en Kidron. La densidad de población era de 124,48 hab./km². De los 944 habitantes, Kidron estaba compuesto por el 97.56% blancos, el 0.64% eran afroamericanos, el 0.11% eran amerindios, el 0.85% eran asiáticos, el 0% eran isleños del Pacífico, el 0.11% eran de otras razas y el 0.74% pertenecían a dos o más razas. Del total de la población el 0.53% eran hispanos o latinos de cualquier raza.